# Medvědí jeskyně (Kletno)
Medvědí jeskyně (polsky Jaskinia Niedźwiedzia) je nejdelší jeskyně v polských Sudetech. Nachází se jižně od vesnice Kletno v Kladsku (Gmina Stronie Śląskie, Dolnoslezské vojvodství) a je považována za nejkrásnější zpřístupněnou jeskyni v Polsku.

## Historie
Prvních 200 m středního patra jeskyně bylo objeveno v říjnu 1966 při rozšiřování lomu pro těžbu mramoru. V roce 1967 byly objeveny nové chodby středního patra a v lednu 1972 spodní patro. V roce 1983 byla jeskyně zpřístupněna veřejnosti. V současnosti stále pokračuje objevování nových prostor jeskyně, dosud známá část má délku přibližně 4100 m (2016). Geofyzikální průzkum naznačuje, že jeskyně by mohla pokračovat pod vrcholem Králického Sněžníku až na území České republiky.

## Popis jeskyně
Vchod do jeskyně se nachází v nadmořské výšce 790 m na pravé straně údolí potoka Kleśnica na polské straně masívu Králického Sněžníku. Jeskyně se vytvořila v bloku mramorů v úbočí hory Stroma vysoké 1167 m nad mořem. Jeskyně má tři patra propojená komíny, chodby jsou převážně horizontální. Horní patro je zachováno jen ve zbytkovém stavu a dosud nebylo zcela prozkoumáno, střední patro je částečně zpřístupněné veřejnosti a obtížně přístupné spodní patro mohou navštěvovat pouze speleologové. V jeskyni bylo nalezeno velké množství kostí jeskynních medvědů, jedna z koster je vystavena v budově návštěvního centra jeskyně.

## Návštěva jeskyně
Turistickou část jeskyně je možné navštívit po celý rok každý den v týdnu kromě pondělí. Placená parkoviště jsou zhruba 1 km severně od vchodu do jeskyně, u silnice vedoucí k jeskyni z Kletna. Příjezd až k jeskyni není povolen. Pro návštěvu jeskyně se doporučuje předchozí rezervace z důvodu velkého zájmu návštěvníků, maximální velikost skupiny je 15 lidí. Návštěvní trasa probíhá na úrovni středního patra jeskyně a je dlouhá 360 m. Prohlídka jeskyně trvá přibližně 45 minut. Pravděpodobně nejhezčí prostorou jeskyně, kterou je možné v rámci turistické trasy navštívit, je bohatě vyzdobený Palácový sál se sintrovými jezírky.

## Galerie

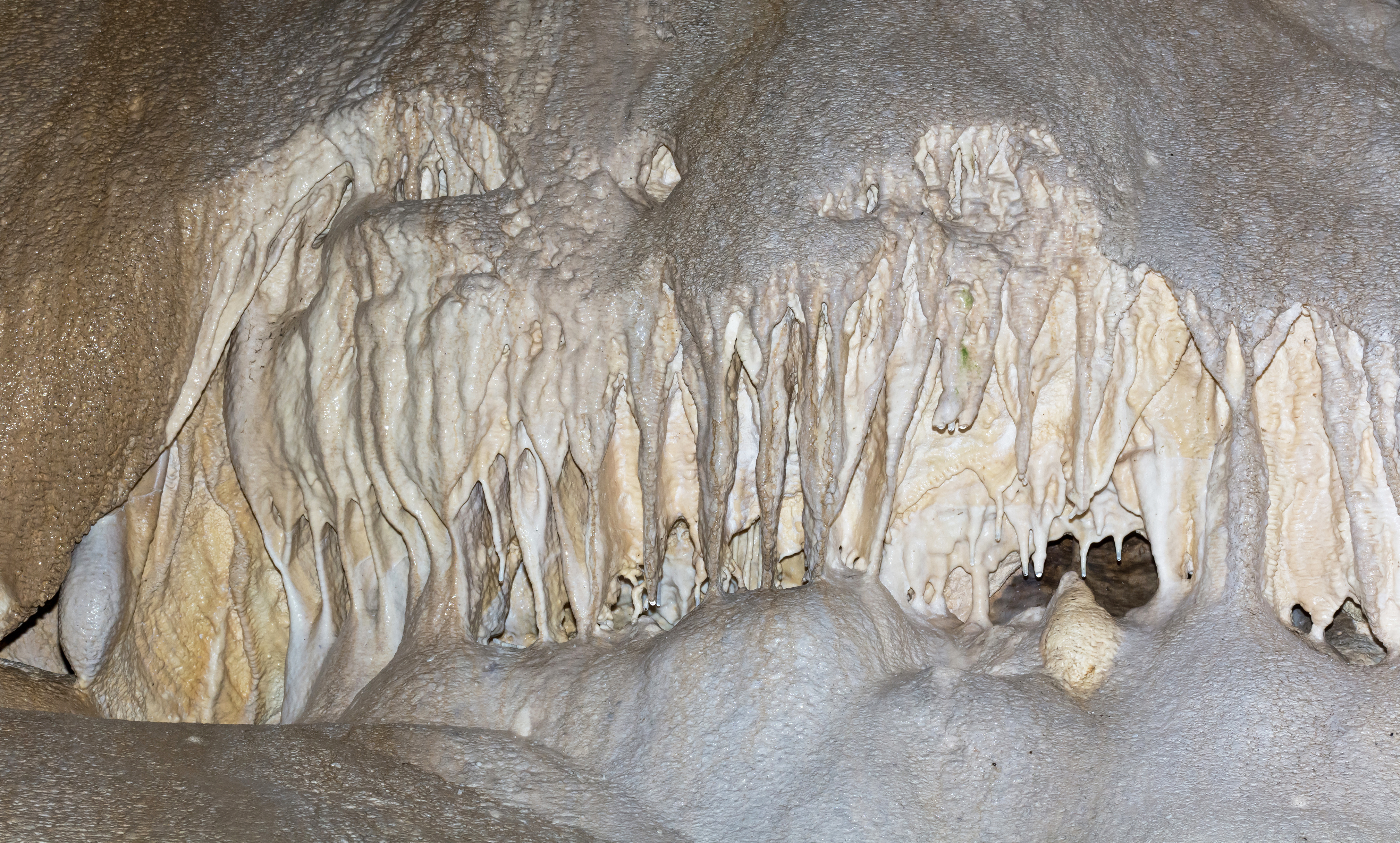
Medvědí jeskyně
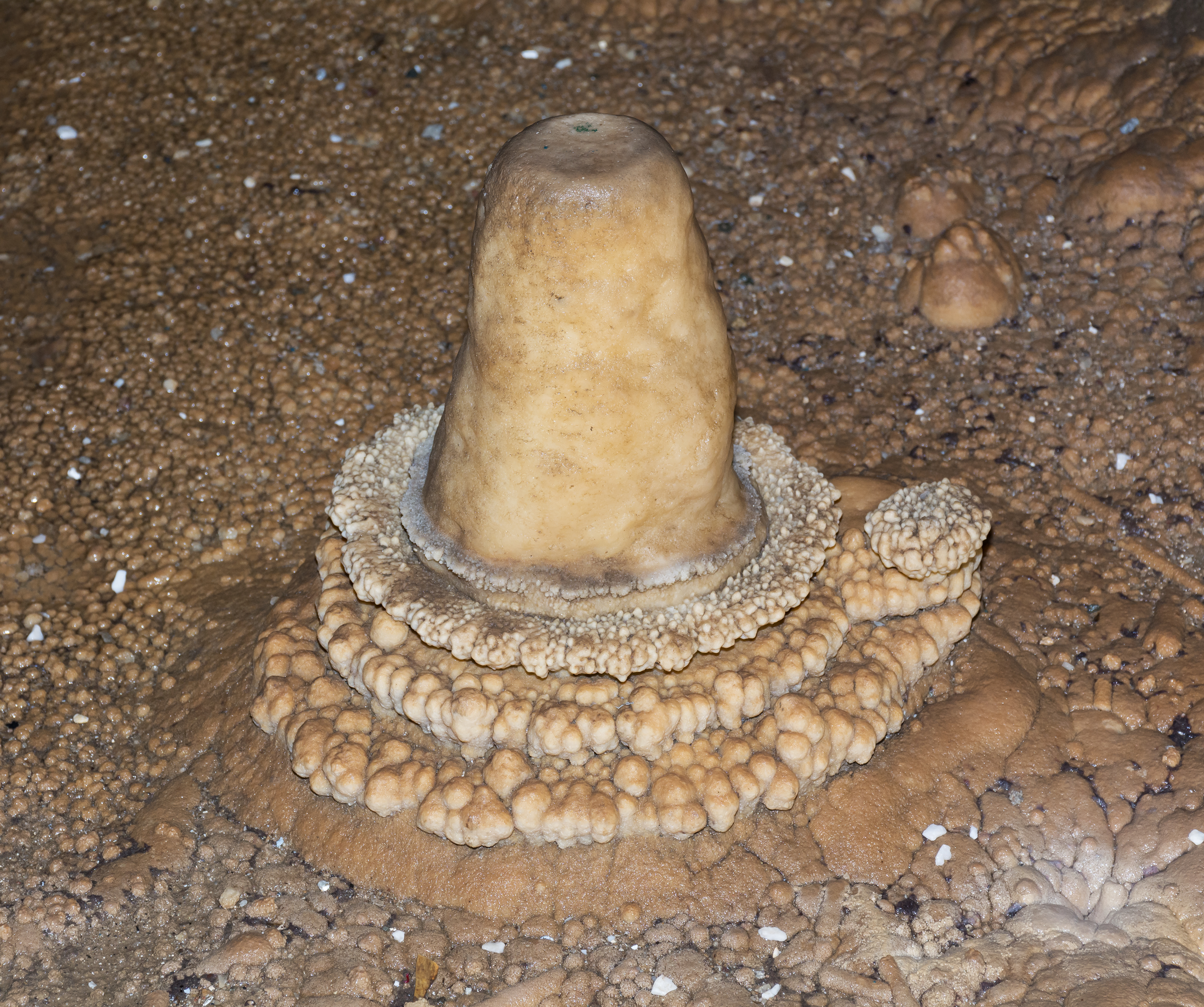
Medvědí jeskyně
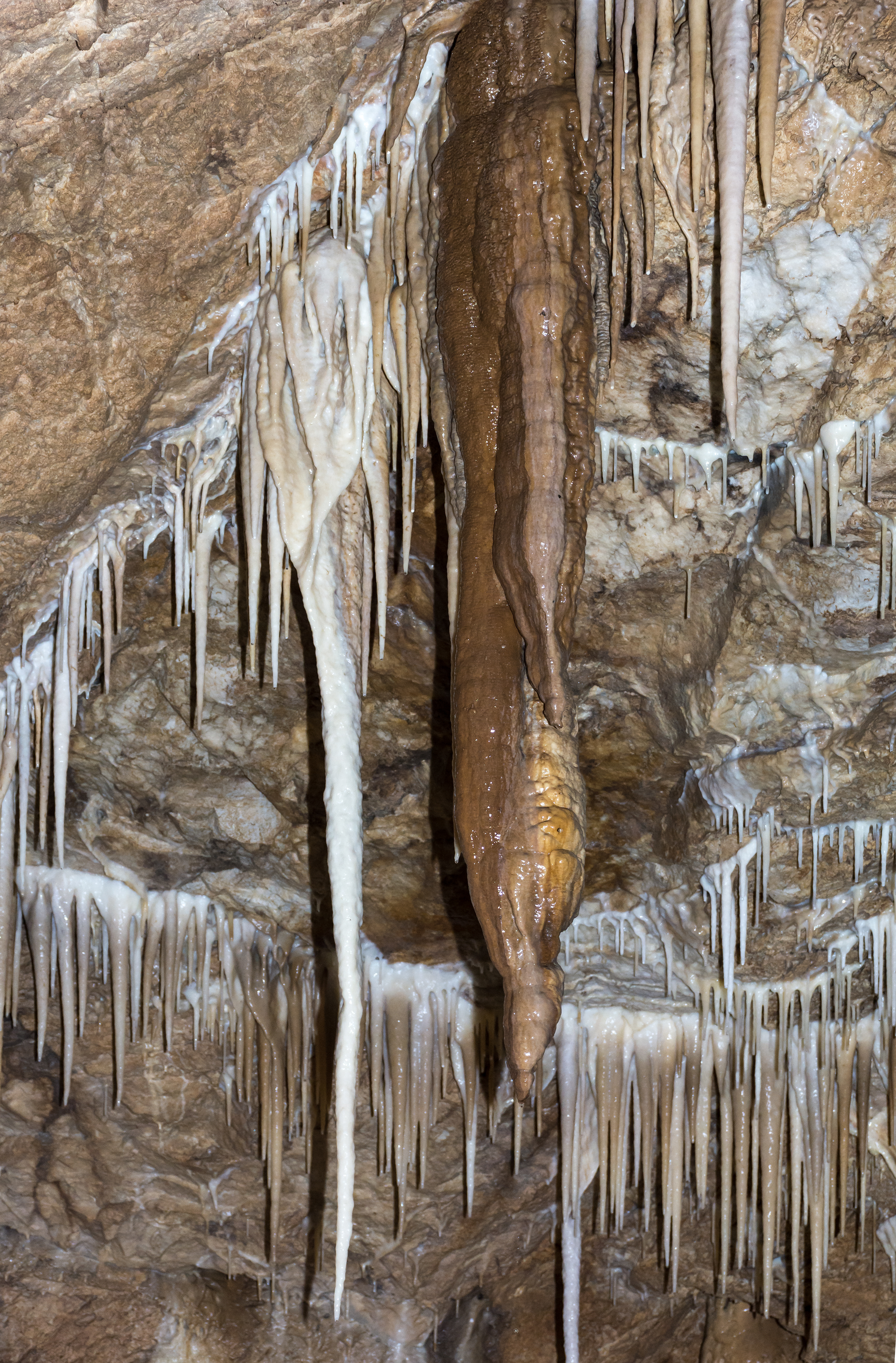
Medvědí jeskyně
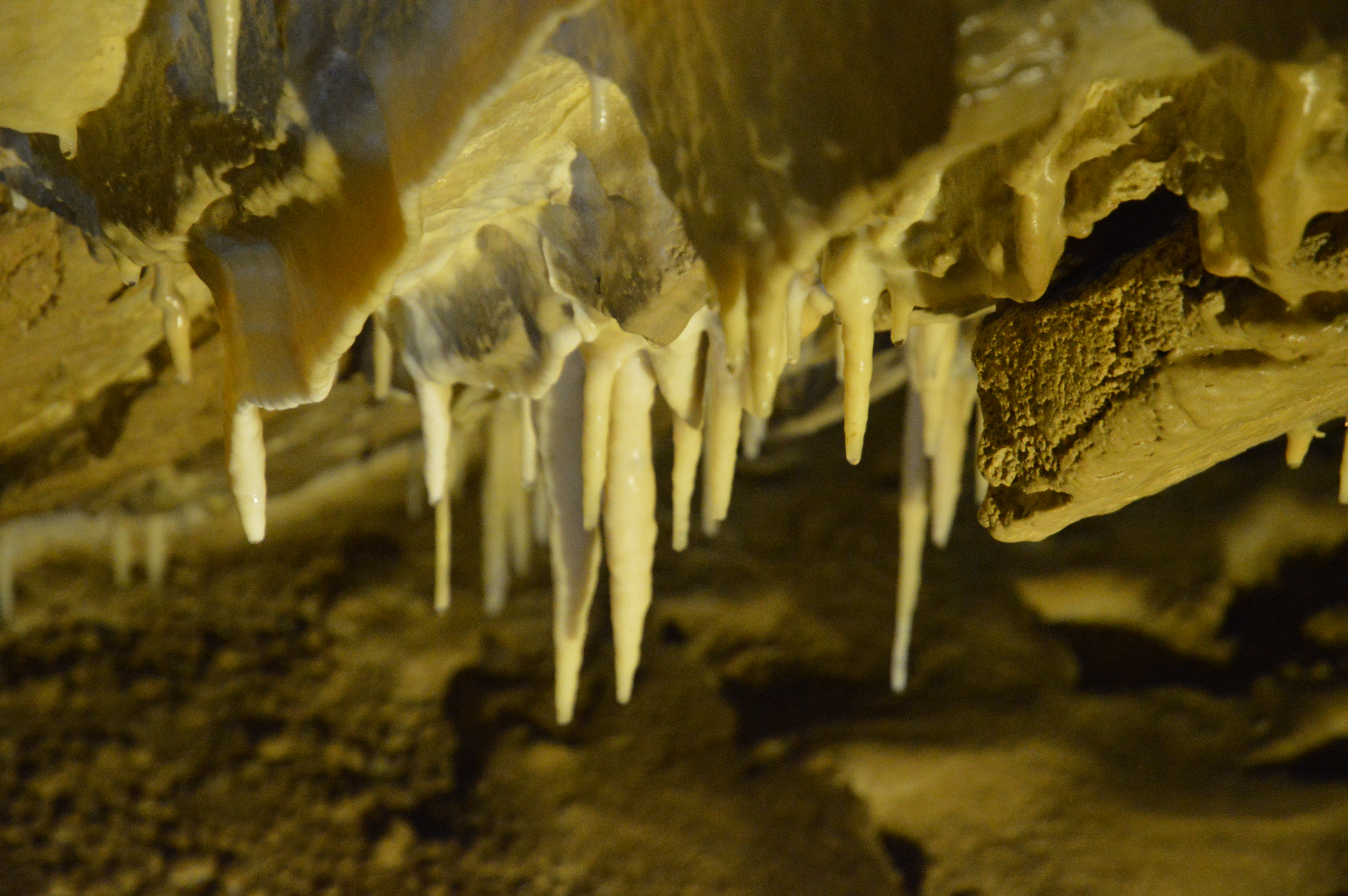
Medvědí jeskyně